# Класически женски блус
Класическия женски блус е ранна форма на блус музика добила популярност през 20-те години на 20 век. Популярни певици като Ма Райни, Беси Смит и Етел Уотърс са сред първите блус музиканти, които записват свой изпълнения и изиграват важна роля в разпространението на този вид музика.

## История
Гертруд „Ма“ Райни от Джорджия, известна като „Майката на блуса“, живее в периода 1886 – 1939 г. Тя е първата, която включва блус музика в изпълняваните от нея представления и комедии. През 1902 г., тя чула жена да пее за мъж, когото е изгубила и бързо научила песента. От този момента Райни я използва като финал на представленията си и го нарича „блусът“ (тъгата). Тя записва повече от 100 песни, като 24 от тях пише сама. Джаз историкът Дан Моргенстърн пише: „Беси Смит (и всички останали от това време) изучаваха изкуството и занаята от Ма, пряко или косвено“. Млади жени последват примера на Ма и започват представления в палатки (тогава черните изпълнители не били допускани до музикални клубове и зали). В крайна сметка повечето от певиците стават членове на Асоциацията на собствениците на театри (верига водевили през 20-те и 30-те години).
През 1920 г., Мами Смит, известна като „Първата дама на блуса“, става първата черна жена, която записва блус музика. Композитора и музикален издател Пери Братфорд завежда Смит в студио Okeh, за да чуе песните му. Този ден Софи Тъкър е болна и това позволява Смит да участва в записите. Записват две песни, които не са блус, но след шест месеца се връщат за запис на блус. Всички членове на групата записвала тогава предлагат различни заглавия за песента, която ствата известна като Crazy Blues. Тя се продава в повече от 17 000 копия само през първия месец. Това повлиява на звукозаписната индустрия и започва търсенето на черни певици, които да записват блус музика.
Най-популярна от тези жени става родената в Тенеси Беси Смит. Тя става известна като „Императрицата на блуса“. Притежава силен глас и своенравен характер. Беси започва като танцьорка, но се отказва заради прекалено тъмната си кожа. Първоначално има трудности със звукозаписните компании – три я отхвърлят преди да подпише с Колумбия. В крайна сметка тя става най-високо платената черна изпълнителка през 20-те, но през 30-те тя печели наполовина от обичайната си заплата. Умира в катастрофа с кола през 1937 г., на 41-годишна възраст. Лионел Хемптън казва: „Ако беше жива, Беси щеше да е на върха с останалите от нас от суинг ерата“. Махалия Джаксън и Джанис Джоплин заявяват, че са черпили вдъхновение от пеенето на Смит. Творчеството на Беси Смит е добре документирано, като се записани и се разпространяват повече от 160 нейни песни.
Тексаската певица Виктория Спиви е вдъхновена за музикалната си кариера след като посещава представление на Мами Смит. На 16 години за една вечер тя става звезда с издаването на авторската ѝ песен Black Snake Blues. Тя участва и в първия говорещ филм, в който участват само негри. Тя пее през целия си живот с кратко прекъсване през 50-те години. Тя е единствената жена от класическия женски блус, която има своя звукозаписна компания – Spivey Records. Освен своите записи, тя записва Лусил Хигамин, Мемфис Слим, Лони Джонсън и други. Като композитор, пианист и певец, тя продуцира повече от 1500 песни. Умира през 1976 г. на 70-годишна възраст.

### Упадък и възраждане
С крахът на борсата през 1929 популярността на блус певиците спада. Някои от тях се завръщат вкъщи и започват работа, а други се местят в Холивуд. През 60-те години, когато се възражда блуса Сипи Уоланс, Албърта Хънтър, Едит Уилсън и Виктория Спиви се завръщат на сцената.

## Значение
Класическите блус певици са пионери в звукозаписната индустрия; те са сред първите черни музиканти, които са записвани. Освен това те спомагат за популяризирането на 12-тактовия блус в САЩ.
|  | Тази страница частично или изцяло представлява превод на страницата Classic female blues в Уикипедия на английски. Оригиналният текст, както и този превод, са защитени от Лиценза „Криейтив Комънс – Признание – Споделяне на споделеното“, а за съдържание, създадено преди юни 2009 година – от Лиценза за свободна документация на ГНУ. Прегледайте историята на редакциите на оригиналната страница, както и на преводната страница, за да видите списъка на съавторите. ВАЖНО: Този шаблон се отнася единствено до авторските права върху съдържанието на статията. Добавянето му не отменя изискването да се посочват конкретни източници на твърденията, които да бъдат благонадеждни. |